# 劳瑞·罗姆
劳瑞·罗姆（Lori Rom，1975年8月16日—），美国女演员。曾就读于卡内基梅隆大学。一开始她被选为电视剧《圣女魔咒》中Phoebe Halliwell的扮演者，但在试镜后离开了剧组。她还曾在《Party of Five》、《CSI: New York》、《Jack and Jill》中客串。此外，她在《生化危机：恶化》中担任了克莱尔·雷德菲尔德的动态捕捉工作。